# TJ Sigma MŽ Olomouc (lední hokej)
TJ Sigma MŽ Olomouc (celým názvem: Tělovýchovná jednota Sigma Moravské železárny Olomouc) byl československý klub ledního hokeje, který sídlil v Olomouci v Severomoravském kraji. V sezóně 1970/71 klub vyhrál v Divizi skupinu F a mohl postoupit do ČNHL, ale to ovšem odmítl. Po sezóně 1971/72 Sigma z hokejové Divize odstoupila.

## Přehled ligové účasti
Stručný přehled
Zdroj: 
- 1969–1972: Divize – sk. F (3. ligová úroveň v Československu)

Jednotlivé ročníky
Zdroj: 
Legenda: ZČ - základní část, červené podbarvení - sestup, zelené podbarvení - postup, fialové podbarvení - reorganizace, změna skupiny či soutěže
| Československo (1969 – 1972) |                |           |          |                                       |                      |
| Sezóny                       | Soutěž         | Úroveň    | ZČ       | Play-off, nadstavba, sk. o udržení... | Poznámky             |
| 1969/70                      | Divize – sk. F | 3. úroveň | 3. místo |                                       |                      |
| 1970/71                      | Divize – sk. F | 3. úroveň | 1. místo |                                       | Odmítnutí postupu    |
| 1971/72                      | Divize – sk. F | 3. úroveň | 6. místo |                                       | Odhlášení ze soutěže |